# Håkon Moe Berg
Håkon Moe Berg (* 26. Juni 2006) ist ein norwegischer Leichtathlet, der im Mittel- und Langstreckenlauf an den Start geht.

## Sportliche Laufbahn und Leben
Erste internationale Erfahrungen sammelte Håkon Moe Berg im Jahr 2022, als er bei den U18-Europameisterschaften in Jerusalem in 3:52,94 min den vierten Platz im 1500-Meter-Lauf belegte. Im Jahr darauf gelangte er bei den U20-Europameisterschaften ebendort mit 8:51,61 min auf den neunten Platz im 3000-Meter-Lauf und 2024 belegte er bei den U20-Weltmeisterschaften in Lima in 3:43,48 min den sechsten Platz. Im Jahr darauf wurde er bei der 2. Liga der Team-Europameisterschaft in Maribor in 3:42,76 min Zweiter über 1500 Meter hinter dem Belgier Ruben Verheyden und anschließend siegte er bei den U20-Europameisterschaften in Tampere in 3:47,36 min und 8:43,20 min über 1500 und 3000 Meter.
2025 wurde Moe Berg norwegischer Meister im 1500-Meter-Lauf im Freien sowie 2024 in der Halle.

## Persönliche Bestleistungen
- 1500 Meter: 3:35,41 min, 12. Juni 2025 in Oslo
  - 1500 Meter (Halle): 3:39,21 min, 18. Januar 2025 in Göteborg
- 3000 Meter: 7:55,82 min, 9. August 2024 in Jessheim